# Ytterselö landskommun
Ytterselö landskommun var en tidigare kommun i Södermanlands län.

## Administrativ historik
Den 1 januari 1863, när kommunalförordningarna började tillämpas, skapades över hela riket cirka 2 500 kommuner, varav 89 städer, 8 köpingar och resten landskommuner. Då inrättades i Ytterselö socken i Selebo härad i Södermanland denna kommun.
Vid kommunreformen 1952 uppgick denna kommun i Stallarholmens landskommun som 1971 uppgick i Strängnäs kommun.

## Politik

### Mandatfördelning i Ytterselö landskommun 1946
| 10 | 10 |

| 19 |